# Sylvia Lim
Sylvia Lim, née le 28 mars 1965 à Singapour, est une avocate et femme politique singapourienne, membre du Parti des travailleurs de Singapour. Elle est députée de la circonscription d'Aljunied depuis 2011.

## Sources
- (en) Cet article est partiellement ou en totalité issu de l’article de Wikipédia en anglais intitulé « Sylvia Lim » (voir la liste des auteurs).